# 碑记镇
碑记镇，是中华人民共和国四川省资阳市雁江区曾经下辖的一个镇。2019年12月，撤销碑记镇，将其所属行政区域划归丰裕镇管辖。

## 行政区划
碑记镇撤销前下辖以下地区：
大河坝社区、丹桂村、半月村、人乐村、严家场村、德教村、共和村、长河村、香龙村、龙王庙村、宝山村、联合村、同意村和太吉村。